# لوکسور ۲
لوکسور ۲ (به انگلیسی: Luxor 2) یک بازی ویدئویی اکشن-پازلی که توسط شرکت مومبوجومبو منتشر شده‌است. این بازی ادامهٔ لوکسور (۲۰۰۵) می‌باشد.